# María Teresa Jiménez Esquivel
María Teresa Jiménez, connue sous le nom de Tere Jiménez, née le 25 mai 1984 à Valle de Bravo, est une politologue et femme politique mexicaine, membre du Parti action nationale. Elle est gouverneure de l'État d'Aguascalientes depuis le 1er octobre 2022.

## Biographie
Elle est diplômée en science politique et administration publique de l'université autonome d'Aguascalientes.
Elle est députée au Congrès de l'Union de 2012 à 2015, pour le deuxième district d'Aguascalientes. De 2017 à 2021, elle est maire d'Aguascalientes, puis siège de nouveau brièvement à la Chambre des députés du 1er septembre 2021 au 1er février 2022.
Le 5 juin 2022, elle est élue gouverneure d'Aguascalientes et entre en fonction le 1er octobre suivant. Elle est la première femme à exercer cette fonction.